# Copa Sochi
La Copa Sochi (oficialmente: Sochi Cup) es una carrera ciclista rusa. Creada en 2015. Forma parte del UCI Europe Tour desde 2015, en categoría 1.2. 

## Palmarés
| Año  | Ganador              | Segundo        | Tercero             |
| ---- | -------------------- | -------------- | ------------------- |
| 2015 | Uladzimir Harakhavik | Igor Kuznetsov | Andréi Soloménnikov |

## Palmarés por países
| País        | Victorias |
| ----------- | --------- |
| Bielorrusia | 1         |